# Bataille de Konduga (2015)
Pour les articles homonymes, voir Bataille de Konduga.
Insurrection de Boko Haram
La bataille de Konduga a lieu lors de l'insurrection de Boko Haram.

## Déroulement
Le 2 mars 2015, vers 7 heures du matin, des combattants de Boko Haram effectuent une nouvelle attaque sur la petite ville de Konduga, située près de Maiduguri. Au nombre d'environ 150, les djihadistes s'infiltrent dans la ville en se faisant passer pour des éleveurs, puis ils ouvrent le feu contre un poste tenu par les militaires et les milices d'autodéfense présents sur les lieux. L'affrontement dure six heures mais les djihadistes sont finalement repoussés. 
L'AFP indique que 73 assaillant ont été tués, dont un kamikaze, d'après les déclarations d'un membre de la milice locale, ensuite confirmées par une source militaire à Maiduguri.